# NHK六日町ラジオ中継放送所
NHK六日町ラジオ中継放送所（エヌエイチケイむいかまちラジオちゅうけいほうそうじょ）は、新潟県南魚沼市に置かれているNHK新潟放送局ラジオ第1放送の中継局である。

## 概要
当ラジオ中継放送所は、南魚沼市四十日字平林の八幡神社北方に置かれ、南魚沼地域等へ電波を発射している。ラジオ第2放送については、当地に中継局を置いていないため、赤塚ラジオ放送所（新潟本局）や菖蒲久喜ラジオ放送所（東京本局）などを受信している。なお、BSN新潟放送ラジオについてはBSN塩沢ラジオ中継局を、旧六日町域に置かれているテレビ中継局については六日町テレビ中継局をそれぞれ参照のこと。

## 送信施設
| 放送局名             | 周波数  | 空中線電力 | 放送対象地域 | 放送区域内世帯数 | 開局年月   |
| NHK新潟ラジオ第1放送 | 1323kHz | 100W       | 新潟県       | 約3万5千世帯     | 1984年12月 |